# Магнитное сельское поселение
Магнитное се́льское поселе́ние — муниципальное образование в Агаповском районе Челябинской области Российской Федерации. В рамках административно-территориального устройства муниципальное образование  соответствует административно-территориальной единице Магнитный сельсовет.
Административный центр: посёлок Магнитный.

## История
Статус и границы сельского поселения установлены Законом Челябинской области от 26 августа 2004 года № 259-ЗО «О статусе и границах Агаповского муниципального района и сельских поселений в его составе»

## Население
| 1995  | 2002  | 2010  | 2011  | 2012  | 2013  | 2014  |
| ----- | ----- | ----- | ----- | ----- | ----- | ----- |
| 3782  | ↗4008 | ↘3634 | ↗3636 | ↘3566 | ↘3421 | ↘3271 |
| 2015  | 2016  | 2017  | 2018  | 2019  | 2020  | 2021  |
| ↘3195 | ↘3175 | ↘3131 | ↘3128 | ↘3125 | ↘3114 | ↘2962 |
| 2023  |       |       |       |       |       |       |
| ↘2925 |       |       |       |       |       |       |

## Состав сельского поселения
| № | Населённый пункт | Тип населённого пункта          | Население |
| - | ---------------- | ------------------------------- | --------- |
| 1 | Алексеевский     | посёлок                         | ↘293      |
| 2 | Вперёд           | посёлок                         | ↘503      |
| 3 | Кировский        | посёлок                         | ↘244      |
| 4 | Магнитный        | посёлок, административный центр | ↘1320     |
| 5 | Субутак          | посёлок железнодорожной станции | ↘1108     |
| 6 | Южный            | посёлок                         | ↘166      |

### Упразднённые населённые пункты
- Куйсак (посёлок) — посёлок, исключенный из учётных данных в 1981 г.
- Нагайбаки — посёлок, исключенный из учётных данных в 1974 г.